# Queen Obisesan
Queen Funmilayo Obisesan (* 15. September 1982 in Festac Town) ist eine nigerianische Hammerwerferin.

## Sportliche Laufbahn
Erste internationale Erfahrungen sammelte Queen Obisesan bei den Afrikameisterschaften 2010 in Nairobi, bei denen sie mit einer Weite von 54,03 m den achten Platz belegte. Im Jahr darauf erreichte sie bei den Afrikaspielen in Maputo mit 57,02 m Rang sechs. 2014 nahm sie erstmals an den Commonwealth Games in Glasgow teil und schied dort mit 57,16 m in der Qualifikation aus. Anschließend wurde sie bei den Afrikameisterschaften in Marrakesch mit einem Wurf auf 59,99 m Vierte. Vier Jahre darauf nahm sie erneut an den Commonwealth Games im australischen Gold Coast teil und belegte dort mit 63,84 m den fünften Platz. Bei den Afrikaspielen 2019 in Rabat wurde sie mit einer Weite von 61,28 m ebenfalls Fünfte.
2010 und 2011 sowie 2013 und 2014 und 2017 und 2019 wurde Obisesan nigerianische Meisterin im Hammerwurf.